# Doubt - L'arte del dubbio
Doubt - L'arte del dubbio (Doubt) è una serie televisiva statunitense drammatica trasmessa dal 15 al 22 febbraio 2017 sul canale CBS, e conclusasi il 12 agosto 2017. La serie è stata creata da Tony Phelan e Joan Rater, ed interpretata da Katherine Heigl nel ruolo della protagonista Sadie Ellis, una brillante avvocatessa che si innamora di un suo cliente (Steven Pasquale), un altruista chirurgo pediatrico recentemente accusato di aver ucciso la sua fidanzata 24 anni prima. La CBS ordinò la serie nel maggio 2016. La serie è stata rimossa dal palinsesto della rete dopo soli due episodi andati in onda, lasciando in sospeso la trasmissione dei restanti undici della prima stagione. Alla fine è stata cancellata definitivamente, divenendo la prima serie televisiva ufficialmente cancellata della stagione 2016-17, a causa dei pochi ascolti. Ma il 23 e 30 marzo 2017 il terzo e quarto episodio sono stati trasmessi in prima visione in Spagna e infine dall'8 maggio al 3 luglio 2017 i rimanenti episodi sono andati in onda in Portogallo. CBS ha poi trasmesso i restanti 11 episodi dal 1º luglio al 12 agosto 2017.
In Italia, la serie va in onda dal 4 giugno 2017 su Rai 2.

## Trama
Un avvocato di successo si innamora di un cliente che potrebbe aver commesso un crimine brutale e viene coinvolta nel difenderlo in tribunale.

## Personaggi e interpreti

### Principali
- Sadie Ellis, interpretata da Katherine Heigl, doppiata da Barbara De Bortoli Un avvocato difensore della Roth & Associates, uno studio legale d'élite di New York gestito dal padre adottivo, Isaiah Roth. Sadie deve difendere Billy Brennan, ma inizia a provare qualcosa per lui.
- Albert Cobb, interpretato da Dulé Hill, doppiato da Andrea Mete Migliore amico di Sadie, e collega alla Roth & Associates.
- Cameron "Cam" Wirth, interpretata da Laverne Cox, doppiata da Andrea Lavagnino Collega di Sadie. Una donna transgender e ex alunna della Yale Law School, Cam è appassionata del proprio lavoro, specialmente nei casi che coinvolgono i diritti civili delle minoranze. Cam inizia ad uscire con Peter Garrett, ex compagno di classe a Yale.
- Tiffany Simon, interpretata da Dreama Walker, doppiata da Eleonora Reti Collega di Sadie, e collaboratrice di Cam. Tiffany si è da poco laureata in legge, ed è cresciuta in Iowa.
- Nick Brady, interpretato da Kobi Libii Nick è un condannato riformato, arrivato nello studio come persona appena rilasciata su cauzione. Ha studiato legge mentre era in carcere.
- William "Billy" Brennan, interpretato da Steven Pasquale, doppiato da Marco Vivio. Illustre chirurgo, sotto processo per la morte della sua ex-fidanzata, Amey Meyers, 26 anni prima. Billy è cresciuto in una tumultuosa famiglia, con il matrimonio del padre Senatore e della madre in difficoltà, e con la sorella adottiva che prova del risentimento per lui. Billy alla fine si innamora di Sadie, ed iniziano una relazione segreta.
- Isaiah Roth, interpretato da Elliott Gould, doppiato da Gianni Giuliano Un noto avvocato di New York, orgoglioso di difendere gli indifesi. Isaiah ha cresciuto Sadie, seguendo le volontà della madre. Preoccupato che la relazione tra Sadie e Billy possa mettere a repentaglio non solo la condanna di Billy, ma anche il futuro di Sadie.

### Ricorrenti
- Carolyn Rice, interpretata da Judith Light La madre di Sadie. Carolyn è stata in carcere negli ultimi trenta anni, dopo una rapina a cui ha partecipato andata male e in cui un poliziotto è morto. Dopo la sua sentenza, Sadie fu cresciuta da Isaiah Roth, amico intimo ed avvocato di Carolyn. Durante la stagione, Carolyn rivela di avere un cancro al quarto stadio, e di voler essere con Sadie quando morirà.
- Lucy Alexander, interpretata da Lauren Blumenfeld L'assistente distratta di Sadie.
- Tanya, interpretata da Tara Karsian L'addetta alla reception.
- Peter Garrett, interpretato da Ben Lawson Il procuratore distrettuale, e ex compagno di classe di Cam.
- Audrey Burris, interpretata da Cassidy Freeman
- Alan Markes, interpretato da Patrick Fischler
- Asher Lowman interpretato da Larry Sullivan

## Episodi
| Stagione       | Episodi | Prima TV originale | Prima TV Italia |
| -------------- | ------- | ------------------ | --------------- |
| Prima stagione | 13      | 2017               | 2017-2018       |